# Majipoor
Majipoor is een serie boeken geschreven door de Amerikaanse schrijver Robert Silverberg over de planeet Majipoor. 
In 1980 kwam het allereerste deel, Lord Valentine's Castle uit. 
Sindsdien zijn de volgende boeken uitgekomen, op volgorde van de tijd wanneer het zich afspeelt op de planeet Majipoor met daarachter het jaar van de eerste publicatie. Alle boeken zijn in het Engels. 
- The Book of Changes (2003)
- Sorcerers of Majipoor (1997)
- Lord Prestimion (1999)
- King of Dreams (2000)
- Lord Valentine's Castle (1980)
- Majipoor Chronicles (1982)
- Valentine Pontifex (1983)
- The Seventh Shrine (1998)
- The Mountains of Majipoor (1995)

Lord Valentine's Castle, Majipoor Chronicles en Valentine Pontifex zijn wel in het Nederlands vertaald maar worden tegenwoordig niet meer uitgegeven.